# Яннік Біссон
Яннік Д. Біссон (англ. Yannick D. Bisson; нар. 16 травня 1969) — канадський актор та режисер кіно та телебачення, найвідоміший за роллю детектива Вільяма Мердока у серіалі «Розслідування Мердока».

## Життєпис
Біссон народився у Монреалі, Квебек, має французьке та англійське походження. Підлітком, він переїхав до Торонто, і його акторська кар'єра почалася, коли він ще був у старшій школі. Його батько, відзначаючи зацікавленість сина акторською грою, закликав Вільяма відповісти на рекламу в газеті, в якій йшлося про пошук дітей-акторів.
Дебютував на телебаченні в 1984 році, у віці 15 років, зігравши головну роль у телевізійному фільмі «Хокейна ніч» разом з Меґан Фоллоуз.
З 2002 по 2005 рік знімався у ролі агента ФБР Джека Гадсона в телесеріалі «Сью Томас: Аґентка ФБР».
У січні 2008 року отримав головну роль Вільяма Мердока в канадському телесеріалі «Розслідування Мордока». Також він був виконавчим продюсером серіалу протягом 44 епізодів, а в четвертому сезоні дебютував як режисер.
У 2012 з'явився в пілотному епізоді серіалу «Красуня і чудовисько».

## Особисте життя
Одружений з акторкою Шантель Крейґ. Вони познайомились ще в старшій школі, та одружились, коли Біссону був 21 рік. У подружжя є три доньки: Бріанна, Домінік і Мікаела.

## Вибрана фільмографія
| Рік       |    | Українська назва                         | Оригінальна назва                             | Роль                        |
| --------- | -- | ---------------------------------------- | --------------------------------------------- | --------------------------- |
| 2020      | ф  | Все заради Джексона                      | Anything for Jackson                          | Рорі                        |
| 2018      | ф  | Геллмінґтон                              | Hellmington                                   | професор Фріборн            |
| 2018      | тф | Останній сюжет: Таємниця полярного сяйва | Last Scene Alive: An Aurora Teagarden Mystery | Мартін Бартелл              |
| 2017      | ф  | Інший вовк-поліціянт                     | Another WolfCop                               | Свелловс                    |
| 2012      | с  | Красуня і чудовисько                     | Beauty and the Beast                          | Алекс Вебстер               |
| 2012      | тф | Королівський канадський повітряний фарс  | Royal Canadian Air Farce                      | Вільям Мердок               |
| 2012      | тф | Таємниця моєї матері                     | My Mother's Secret                            | Денніс Колсон               |
| 2011      | с  | Той, що читає думки                      | The Listener                                  | Кейт Шелтон                 |
| 2010      | ф  | Казино Джек                              | Casino Jack                                   | Оскар Карілло               |
| 2008      | ф  | Нічого насправді не має значення         | Nothing Really Matters                        | Лео                         |
| 2008      | мф | Міські рятівники                         | Urban Vermin                                  | No-neck                     |
| 2007      | с  | Файли Дрездена                           | The Dresden Files                             | сержант Дарен Мунзер        |
| 2007      | с  | Фалькон Біч                              | Falcon Beach                                  | Майкл Прескотт              |
| 2005      | с  | Кевін Гілл                               | Kevin Hill                                    | Остін Брукс                 |
| 2004      | тф | Чуже весілля                             | I Do (But I Don't)                            | Джеймс «Джей» Коріна        |
| 2003      | с  | Плеймейкер                               | Playmakers                                    | детектив поліції            |
| 2003      | ф  | Зверніться до Джейн                      | See Jane Date                                 | Макс Ґарретт                |
| 2003      | с  | Відсутній                                | Missing                                       | Брюс Скеллер                |
| 2002—2005 | с  | Сью Томас: Аґентка ФБР                   | Sue Thomas: F.B.Eye                           | аґент Джек Гадсон           |
| 2001      | с  | Двічі за весь час (телесеріал)           | Twice in a Lifetime                           | Джуліан Фаншо               |
| 2001      | тф | Претендент 2001                          | The Pretender 2001                            | агент АНБ Едвард Беллінджер |
| 1999      | тф | Пастка швидкості                         | Velocity Trap                                 | Франклін Дж. Робінсон       |
| 1999      | тф | Молоді серця                             | Young at Heart                                | Джої                        |
| 1992      | с  | Театр Рея Бредбері                       | The Ray Bradbury Theater                      | Роджер                      |
| 1992      | с  | Тропічна спека                           | Tropical Heat                                 | Ґаррі                       |
| 1987      | с  | Нічна спека                              | Night Heat                                    | Реґан                       |
| 1987      | тф | Перший злочинець                         | First Offender                                | Джефф                       |
| 1986      | ф  | Тобі Мактіґ                              | Toby McTeague                                 | Тобі                        |
| 1986      | мф | Мій приручений монстр                    | My Pet Monster                                | Род                         |
| 1985      | с  | Альфред Гічкок презентує                 | Alfred Hitchcock Presents                     | Ty                          |
| 1999      | ф  | Геній                                    | Genius                                        | Майк Макґреґор              |